# Phyzelaphryne
Phyzelaphryne é um género de anfíbios da família Eleutherodactylidae. É endémico do Brasil.

## Espécies
- Phyzelaphryne miriamae Heyer, 1977
- Phyzelaphryne nimio Simões, Costa, Rojas-Runjaic, Gagliardi-Urrutia, Sturaro, Peloso, and Castroviejo-Fisher, 2018